# 1989年のバレーボール
1989年のバレーボール（1989ねんのバレーボール）では、1989年（昭和64・平成元年）のバレーボール関連の出来事をまとめる。

## できごと
- デュースの場合も、第5セット以外は17点で打ち切りとなるルールに変更（1999年のラリーポイント制導入まで継続）。
- スペイン女子バレーボールリーグ（SFV）が創設。
- SSKカリシア・カリシュが創設。
- きんでんトリニティーブリッツが創部。
- バレーボール男子世界クラブ選手権が初開催。
- バレーボール男子ユース世界選手権、バレーボール女子ユース世界選手権が初開催。
- 日本ビーチバレー連盟が設立。
- 第1回ビーチバレー・ワールドツアーが開催。
- 第1回全日本ビーチバレー大学男女選手権が開催。
- NHK連続テレビ小説「和っこの金メダル」（実業団女子バレーボールが題材）が放送開始。
- 広島県広島市にて、猫田記念体育館が竣工。
- FIVB加盟（その24） - ウェールズ、グレナダの2カ国。

## 国際大会
- ワールドカップ
  - 男子
    - 金メダル： キューバ
    - 銀メダル： イタリア
    - 銅メダル： ソビエト連邦

  - 女子
    - 金メダル： キューバ
    - 銀メダル： ソビエト連邦
    - 銅メダル： 中国

## 国内大会

### 日本
- 第22回日本リーグ
  - 男子
    - 1位：新日本製鉄（11勝1敗）
    - 2位：富士フイルム（13勝4敗）
    - 3位：NKK（9勝8敗）
    - MVP：田中幹保

  - 女子
    - 1位：日立（14勝3敗）
    - 2位：ユニチカ（14勝3敗）
    - 3位：イトーヨーカドー（12勝5敗）
    - MVP：大林素子

- 第38回黒鷲旗全日本選手権
  - 男子
    - 1位：新日鉄
    - 2位：富士フイルム
    - 3位：日本電気、法政大
    - 黒鷲賞：真鍋政義

  - 女子
    - 1位：ユニチカ
    - 2位：日立
    - 3位：イトーヨーカドー、ダイエー
    - 黒鷲賞：中西千枝子

## 誕生
- 1月21日 - 北村みどり
- 3月20日 - 山田友香
- 4月6日 - 川原麻実
- 4月12日 - 藤井舞
- 4月27日 - 築地保奈美
- 5月1日 - 冨永こよみ
- 5月13日 - ベタニア・デラクルス
- 5月19日 - 戸崎琴美
- 6月19日 - 井上奈々朱
- 6月27日 - 宮田由佳里
- 7月2日 - 熊谷桜子
- 7月13日 - 片下恭子
- 7月24日 - 沼田さくら
- 8月8日 - スザンナ・エフィミエンコ
- 8月12日 - 鈴木裕子
- 9月5日 - 香野晶子
- 9月17日 - 丸山裕子
- 10月4日 - 川畑愛希
- 11月1日 - 東谷幸子
- 11月7日 - 石井美樹
- 11月7日 - 江畑幸子
- 11月10日 - 近江あかり
- 11月30日 - ペ・ユナ
- 12月14日 - ヤン・ヒョジン